# Episodi de Il nostro amico Kalle (terza stagione)
| nº    | Titolo originale               | Titolo italiano                                 | Prima TV Germania | Prima TV Italia |
| ----- | ------------------------------ | ----------------------------------------------- | ----------------- | --------------- |
| 1-26  | Der Neue                       | Il nuovo arrivato                               |                   |                 |
| 2-27  | Dummer als die Polizei erlaubt | Con le mani nel sacco                           |                   |                 |
| 3-28  | Hoteldiebe                     | Topi d'albergo                                  |                   |                 |
| 4-29  | Love is in the Air             | L'amore è nell'aria                             |                   |                 |
| 5-30  | Camping unter Freunden         | In campeggio con gli amici                      |                   |                 |
| 6-31  | Falsches Spiel                 | Gioco sporco                                    |                   |                 |
| 7-32  | Teure Ferien                   | Vacanze costose                                 |                   |                 |
| 8-33  | Mutproben                      | Prove di coraggio                               |                   |                 |
| 9-34  | Sommerfrische                  | Villeggiatura - Un weekend in piscina (ed. RAI) |                   |                 |
| 10-35 | Blitzalarm                     | Allarme Autovelox                               |                   |                 |
| 11-36 | Dr. Hot                        | Dottor Hot                                      |                   |                 |
| 12-37 | Kohle im Kamin                 | Soldi nel camino                                |                   |                 |
| 13-38 | Promille Promille              | Il coraggio                                     |                   |                 |